# Frank MacKey
Frank Jay MacKey (Gilboa, 20 marzo 1852 – Riverside, 24 febbraio 1927) è stato un giocatore di polo statunitense.
Partecipò al torneo di polo della II Olimpiade di Parigi del 1900. La sua squadra, l'anglo-statunitense Foxhunters Hurlingham, vinse la medaglia d'oro.

## Palmarès
| Anno | Manifestazione  | Sede   | Evento | Risultato |
| ---- | --------------- | ------ | ------ | --------- |
| 1900 | Giochi olimpici | Parigi | Polo   | Oro       |